# تمرينات (عبو لكحل)
تمرينات هي إحدى مشيخات المملكة المغربية، تتبع جغرافيا لإقليم فكيك وإداريًا لعبو لكحل. يقدر عدد سكانها بـ 104 نسمة حسب الإحصاء الرسمي للسكان والسكنى لسنة 2004.